# Ксанти (ном)
Кса́нти (греч. Ξάνθη, Νομός Ξάνθης, Номос Ксантис; болг. Ксанти; тур. İskeçe, Искече) — один из номов республики Греция, являющийся частью административной области (периферии) Восточная Македония и Фракия, на территории историко-культурной области Западная Фракия (См. Административное деление Греции). Ксанти — один из трёх номов Греции, где имеется автохтонное мусульманское население (См. Мусульмане в Греции), составляющее 41,2 % населения района. На север район граничит с республикой Болгария, на востоке с номом Родопи, на западе с номами Драма и Кавала, а на юге естественной границей района служит Эгейское море. Площадь — 1793 км², население — 101 010 жителей. Административный центр нома — город Ксанти (по-турецки известный как Искече).

## Население
Ксанти — место традиционной концентрации мусульманского меньшинства. Христианское население нома представлено почти исключительно греками (58,8 %), большинство из которых проживают в городе Ксанти и являются вторым-четвёртым поколением греческих беженцев из Анатолии и Восточной Фракии. Мусульманская община более гетерогенна и сохраняет преимущественно сельский уклад жизни. Меньшинство мусульман — турки с родным турецким. 23 % населения нома и около 55 % мусульман составляют помаки, группа с родным болгарским. Значительно количество цыган-мусульман, нелегальных мигрантов из Албании и Курдистана.

## Климат

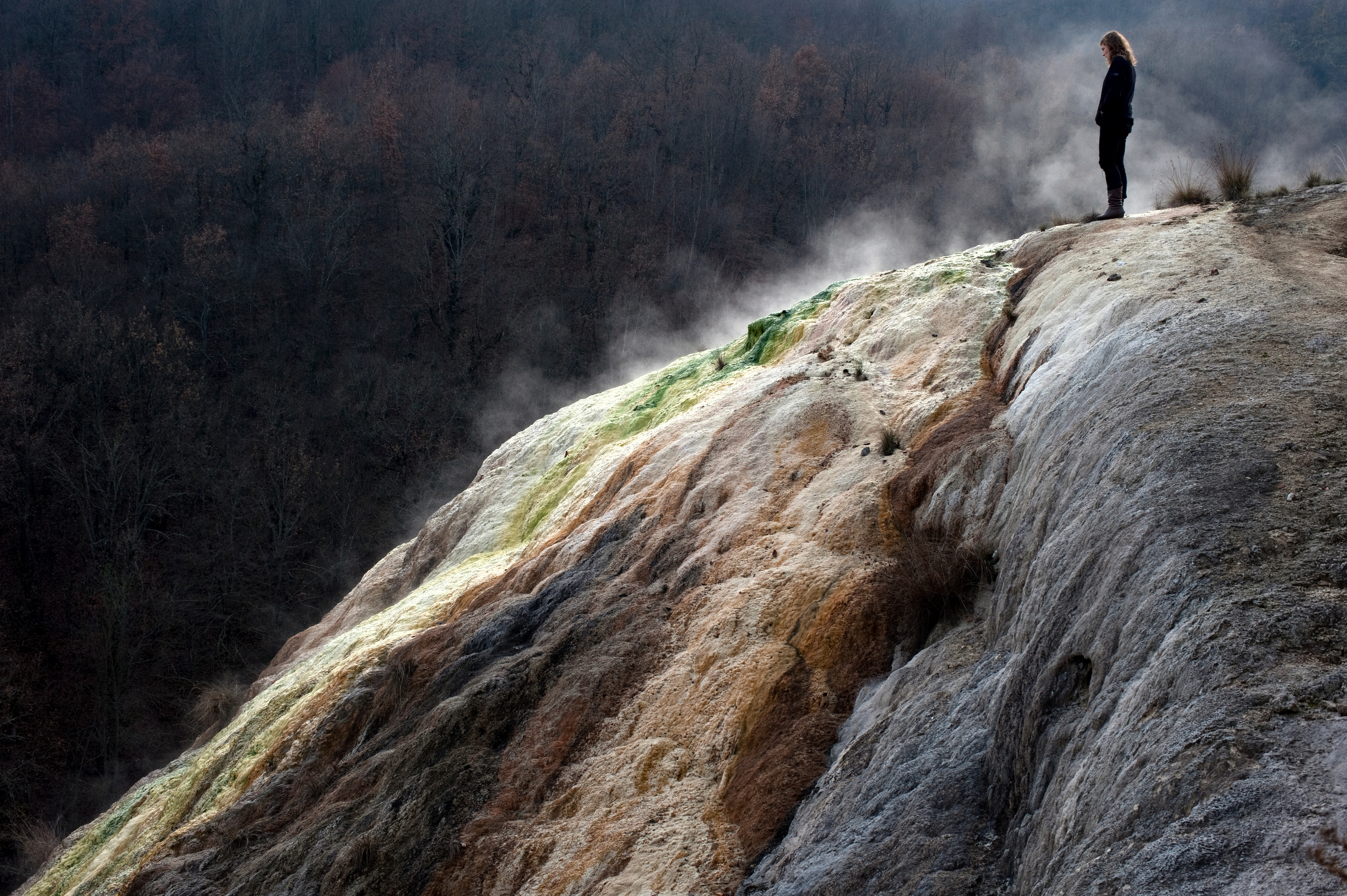
Горячие источники в номе Ксанти

В районе господствует преимущественно средиземноморский климат, более прохладный в северной части.

## Экология
Дельта реки Нестос и озеро (в действительности залив) Вистонис, именуемый также Порто-Лаго, входят в заповедный Национальный парк Восточной Македонии и Фракии.
Регион выделяется разнообразием видов, в основном птиц, включая фламинго, лебедей, розовых и серебряных пеликанов. Из ихтиофауны следует выделить два эндемических, то есть местного происхождения, вида рыб — трица [лат. alosa vistonica] и алайа [лат. alburnus vistonicus].

## Экономика
Ксанти — один из самых отсталых экономических регионов Греции, хотя в последнее время правительство прикладывает некоторые усилия по развитию его экономики.
15 января 2010 года открылся пограничный переход на границе с Болгарией, связывающий ном Ксанти с болгарским городом Златоград.